# Bargny (Senegal)
Bargny ist eine städtische Gemeinde (commune) im Département Rufisque der Metropolregion Dakar, gelegen im zentralen Westen Senegals.

## Geographische Lage
Bargny liegt als Hafenstadt an der Südküste der Cap-Vert-Halbinsel, dem Teil der senegalesischen Atlantikküste, die als Petite-Côte bekannt ist. Die Stadt liegt der Départementspräfektur Rufisque östlich benachbart. Beide Stadtzentren sind fünf Kilometer voneinander entfernt. Die Hauptstadt Senegals Dakar liegt etwa 30 Kilometer westlich von hier. Das Stadtgebiet hat eine Fläche von 12,99 km². Benachbarte Kommunen sind im Uhrzeigersinn Rufisque Est im Westen, Diamniadio im Nordosten und im Südosten Sendou.

## Geschichte
Als im Jahr 1964 in der Region Cap Vert alle räumlichen Verwaltungsgliederungen aufgelöst wurden, wurde auch das traditionelle Fischerdorf Bargny für einige Jahre zu einem Teil der „Commune de Dakar“. Diese Struktur der Region wurde 1969 modifiziert. Rufisque erhielt mit dem Umland, das auch Bargny umfasste, den Status einer Kommune. Im Jahr 1984 wurde per Dekret das Département Rufisque und die Doppelstadt Rufisque-Bargny geschaffen, da es im Département nur eine städtische Gemeinde (Commune) geben durfte. Diese Einschränkung wurde im Jahr 1990 per Gesetz aufgehoben, auch auf Wunsch der Bevölkerung von Bargny, und so wurde Bargny im selben Jahr per Dekret von Rufisque getrennt und als eigenständige städtische Gemeinde (commune) errichtet.
Im Jahr 2011 wurde das Dorf Sendou, der südöstlichste Stadtteil mit einer geschätzten Bevölkerung von 1892 Einwohnern, aus dem Stadtgebiet von Bargny als selbstständige Gemeinde ausgegliedert.

## Bevölkerung
Die letzten Volkszählungen ergaben für die Stadt jeweils folgende Einwohnerzahlen:
| Jahr | Einwohner |
| ---- | --------- |
| 1988 | …         |
| 2002 | 36.516    |
| 2013 | 51.188    |
| 2023 | 69.242    |

## Verkehr und Infrastruktur
Durch seine geographische Lage ist Bargny eine der Städte auf der Cap-Vert-Halbinsel; die der West-Ost-Verkehr zwischen der Metropole Dakar und dem Rest des Landes passieren muss. Dieser fließt auf der Nationalstraße N 1 durch das Stadtgebiet. Parallel dazu verläuft die Bahnstrecke Dakar–Niger.
Am westlichen Stadtrand, zwischen Rufisque und Bargny, liegt Sococim, das erste Zementwerk des Landes mit seinen Steinbrüchen. Von dort wurde ganz Senegal per Lkw mit den Erzeugnissen des Werkes beliefert.
Am östlichen Stadtrand zwischen Bargny und Sendou ist seit 2019 ein großflächiger Industrie- und Hafenkomplex mit einer 1485 Meter langen Pier im Bau. Das Areal war ursprünglich gedacht zur Nutzbarmachung der Eisenerzvorkommen von Falémé im Ostsenegal durch das Unternehmen MIFERSO von Sendou aus. Mittlerweile geht es um den Bau eines Mineral- und Schüttguthafens, der von Bargny aus betrieben werden soll um den Hafen von Dakar entlasten (POMB). Es handelt sich um einen Tiefwasserhafen mit 18 Meter Tiefgang. Der Hafen von Bargny-Sendou soll der erste Industriehafen Senegals sein und ist für Produkte wie Eisenerz, Bauxit, Tonerde und flüssige Schüttgüter ausgelegt.

## Archäologische Funde
Knapp zwei Kilometer von der heutigen Küstenlinie entfernt befindet sich in einem Steinbruch die archäologische Fundstätte Bargny 1, aus der rund 150.000 Jahre alte Steinwerkzeuge geborgen wurden. Laut der 2023 publizierten Fundbeschreibung handelt es sich bei diesen Artefakten um die ältesten Nachweise von Steinwerkzeugen in Westafrika.

## Persönlichkeiten
- Abasse Ndione (1946–2024), Schriftsteller

## Belege
1. ↑  Citypopulation: Senegal: Gemeindegliederung
2. ↑  Loi n° 1983/48 du 18 février 1983 portant réorganisation administrative de la région du Cap-Vert
3. ↑  Momar Diongue und Papa Sakho, Cheikh Anta Diop University, Dakar, Dezember 2016: L’arrangement territorial des périphéries métropolitaines : cas de Sangalkam et de Sébikhotane (Dakar, Sénégal)
4. ↑  Examen du projet de loi n° 27/90 abrogeant et remplaçant l’article premier de la Loi 83-48 du 18 février 1983 portant réorganisation administrative de la Région de Cap - Vert: „C’est pourquoi , il s’est avéré nécessaire d’ériger Bargny et Guédiawaye en Communes.“ (Deshalb war es notwendig, Bargny und Guédiawaye als Gemeinden zu errichten.)
5. ↑  DECRET n° 2011-429 du 29 mars 2011, portant création de la Commune de Sendou dans le département de Rufisque (Memento vom 9. Mai 2016 im Internet Archive)
6. ↑  Einwohnerzahlen aller senegalesischen Städte und urbanen Gemeinden gemäß den letzten Volkszählungen
7. ↑  Geschichte von SOCOCIM INDUSTRIES -  Dunya-Ethic, 31. Mai 2020: Cimenterie au Sénégal : Quels impacts environnementaux et sociétaux? (Sococim in Bargny, Les Ciments Du Sahel in Diass, Dangote Cement Sénégal in Pout)
8. ↑  Port de Bargny-Sendou (2018-2020)
9. ↑  Seneplus, 11. Mai 20234: LA MIFERSO REMISE EN CAUSE
10. ↑  Bureau Opérationnel de Suivi du Plan Sénégal Émergent - BOS: Port Minéralier et Vraquier de Bargny-Sendou
11. ↑  LE PORT MINÉRALIER DE BARGNY-SENDOU S'AGRANDIT AVEC UNE CENTRALE À BÉTON MOBILE MEKA
12. ↑  Khady Niang et al.: Longstanding behavioural stability in West Africa extends to the Middle Pleistocene at Bargny, coastal Senegal. In: Nature Ecology & Evolution. Online-Publikation vom 4. Mai 2023, doi:10.1038/s41559-023-02046-4.